# كارلوس كانسيكو
كارلوس كانسيكو (بالإسبانية: Carlos Canseco)‏ هو طبيب مكسيكي، ولد في 17 مارس 1921، وتوفي في 2009.